# جانی رومه
جانی رومه (انگلیسی: Gianni Romme؛ زادهٔ ۱۲ فوریهٔ ۱۹۷۳) اسکیت‌باز سرعت اهل هلند بود.